# モレク

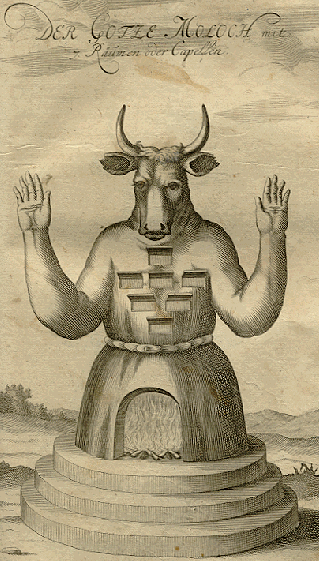
18世紀のモロク像。Johann Lund Die Alten Jüdischen Heiligthümer (1711)のDer Götze Moloch mit 7 Räumen oder Capellen.

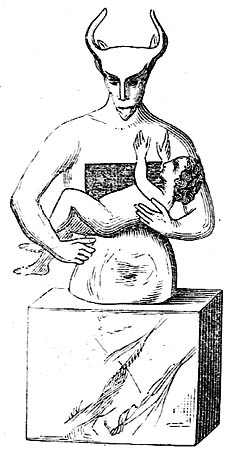
モレク

モレク（Molech、ヘブライ語:מלך　(mlk)）は、古代の中東で崇拝された神の名。カナンの神のヘブライ語名。男性神。モロク（Moloch、[ˈmoʊlɒk]）ともいう。「涙の国の君主」、「母親の涙と子供達の血に塗れた魔王」とも呼ばれており、人身供犠が行われたことで知られる。ラビ・ユダヤ教の伝統では、Molochは生贄が投げ入れられる火で熱されたブロンズ像とされる。また、ギリシャ、ローマの作家によってカルタゴのバアル・ハモンにおける子供の人身御供とされた。
セム語派で王を意味するマリク（Malik、mlk）に基づく第二神殿時代の偽悪語法的発音である。ジェイムズ王訳聖書では、アモン人の神やフェニキアのティルス市守護神 Melqart を言及するものとして Milcom（ מַלְכָּם  Malkam、「偉大な王」）という表現もある。
フェニキア語では𐤌𐤋𐤊、マソラ本文では מֹלֶךְ、ラテン語では mōlek、ギリシア語七十人訳聖書ではΜολόχ。

## 古代イスラエル
パレスチナにもモレクの祭儀は伝わった。古代イスラエルでは、ヘブライ語で恥を意味するボシェト(bosheth) と同じ母音をあて、モレクと呼ぶのが一般的であった。『レビ記』では石打ちの対象となる大罪のうちに、「モレクに子供を捧げること」が挙げられている。しかしソロモン王は、モレクの崇拝を行ったことが『列王記』に述べられている。ここではモレクは、アンモン人の神であるアンモンの子らと同義に置かれる。
『レビ記』18:21に「子どもをモレクにささげてはならない」、『レビ記』20:2-5に「イスラエルの人々のうち、またイスラエルのうちに寄留する他国人のうち、だれでもその子供をモレクにささげる者は、必ず殺されなければならない。すなわち、国の民は彼を石で撃たなければならない。わたしは顔をその人に向け、彼を民のうちから断つであろう。彼がその子供をモレクにささげてわたしの聖所を汚し、またわたしの聖なる名を汚したからである。その人が子供をモレクにささげるとき、国の民がもしことさらに、この事に目をおおい、これを殺さないならば、わたし自身、顔をその人とその家族とに向け、彼および彼に見ならってモレクを慕い、これと姦淫する者を、すべて民のうちから断つであろう。」とある。
また、『列王記』上第11章では、パロの娘、モアブ、アンモン、エドム、シドン、ヘテなどの外国の女を愛したソロモン王が妻たちによって他の神々を崇拝したとある。「ソロモンがシドンびとの女神アシタロテに従い、アンモンびとの神である憎むべき者ミルコムに従った」「ソロモンはモアブの神である憎むべき者ケモシのために、またアンモンの人々の神である憎むべき者モレクのためにエルサレムの東の山に高き所を築いた。」
列王記下16:3では、アハズ王が「イスラエルの王たちの道に歩み、また主がイスラエルの人々の前から追い払われた異邦人の憎むべきおこないにしたがって、自分の子を火に焼いてささげ物とした」とある。
歴代誌下28:2-4では、「イスラエルの王たちの道に歩み、またもろもろのバアルのために鋳た像を造り、ベンヒンノムの谷で香をたき、その子らを火に焼いて供え物とするなど、主がイスラエルの人々の前から追い払われた異邦人の憎むべき行いにならい、また高き所の上、丘の上、すべての青木の下で犠牲をささげ、香をたいた。」とある。

## 古代アモン人
古代のヨルダン東部に住んでいたアモン人達からは、豊作や利益を守る神として崇拝されており、彼らはブロンズで「玉座に座ったモレクの像」を造り出し、それを生贄の祭壇として使っており、像の内部には7つの生贄を入れる為の棚も設けられていた。そしてその棚には、供物として捧げられる小麦粉、雉鳩、牝羊、牝山羊、子牛、牡牛、そして人間の新生児が入れられ、生きたままの状態で焼き殺した。新生児はいずれも王権を継ぐ者の第一子であったとされる。また、生贄の儀式にはシンバルやトランペット、太鼓による凄まじい音が鳴り響き、これは子供の泣き声をかき消す為のものとされている。

## 新約聖書
モレクへの言及は新約聖書にも見られ、ユダヤ人にとって避けるべき異教の神とみなされていたことがわかる。

## バアル・ハモン
中世以降、注釈者たちはモレクをフェニキアの主神であるバアル・ハモンと同一視するようになった。これには古典古代の作家たちが伝えるバアル・ハモンの崇拝が人身供犠を特徴としていたことが大きい。プルタルコスらは、カルタゴではバアル・ハモンのために人が焼きつくす捧げ物として犠牲にされたことを伝え、この神をクロノスあるいはサートゥルヌスと同一視した。
1921年にオットー・アイスフェルトは、モレクについての新説を発表した。これはカルタゴの発掘調査に基づいており、mlk が「王」の意味でも神の名でもないとする。アイスフェルトの説によれば、この単語は少なくとも幾つかの場合には人身供犠を含む、ある特定の犠牲の形式を指す語であった。子供をつかんでいる祭司を描いたレリーフが発見された。また祭儀場らしい場所からは、子供の骨が大量に発見された。子供には新生児も含まれていたが、より年齢が上のものもあり、ほぼ6歳を上限とするものであった。アイスフェルトは、旧約聖書の中で語義が不明であった「トフェト(tophet)」がこの祭儀場を指す語であったと唱えた。同じような場所は、フェニキア人の植民地があったサルディニア、マルタ、シチリアでも発見された。 
アイスフェルトの説は、発表されて以来、幾人かの疑念を除けばほぼ支持されてきた。しかし1970年にカルタゴの人身供犠についての見解を修正する説をサバティーノ・モスカティが唱えた。モスカティはカルタゴでの人身供犠が日常的なものではなく、極めて困難なときに限り捧げられたと考えた。この点についての論争は現在のところ決着を見ておらず、さらなる考古学的証拠の発見が待たれている。

## 反ユダヤ主義のなかのモレク
モレク信仰は、ヨーロッパの反ユダヤ主義の歴史においても度々言及されてきた。ユダヤ人は子供を人身供犠にするため殺害するという血の中傷が度々言及されてきた。
1884年には、革命家ブランキの右腕でパリ・コミューン政府のコミューン評議会議員をつとめた革命的社会主義者のギュスタヴ・トリドン が『ユダヤのモロク主義』を出版した。トリドンは同書で、劣等人種セム族は文明の闇、地球の悪であり、ペストをもたらすとして、セム族との戦争は貴種アーリア人の使命であるとした。古代パレスチナのモロク神信仰での人身御供を批判した。
1939年、フロイトは亡命先のロンドンで発表した『モーセと一神教』で反ユダヤ主義の解明を目指した。この本でフロイトは、キリスト教徒は不完全な洗礼を受けたのであり、キリスト教の内側には多神教を信じた先祖と変わらないものがあり、キリスト教への憎悪がユダヤ教への憎悪へと移し向けたとした。また、キリスト教徒は神殺しを告白したためその罪が清められているが、ユダヤ教はモーセ殺しを認めないためにその償いをさせられた、と論じた。パウロはユダヤ民族の罪意識を原罪と呼んだが、キリスト教での原罪とは後に神格化される原父の殺害であり、ユダヤ教においてもモーセ殺害という罪意識があるとフロイトはいう。
フロイトのモーセ殺害説は、モーセ一行がシティムでバール神崇拝に堕して、それに反対したモーセが殺害され、その後儀礼に対する道徳の優位を主張するモーセ一神教が誕生したというE・ゼリンの『モーセとイスラエル』での説を取り入れたものであった。ゼリンは第二イザヤ書第53章の僕（しもべ）がモーセであり、モーセの殉教がメシア思想を生んだとした。ゼリンの説は論駁され、ゼリンは自説を撤回したが、フロイトはこの説を支持し続けた。
フロイトによれば、キリスト教には「わたしの肉を食べ、わたしの血を飲む者には、永遠の命があり、わたしはその人を終りの日によみがえらせるであろう」という、神の肉と血を拝受する聖餐式の儀礼があるが、ここには父=神を殺害して食べるというトーテム饗宴、カニバリズムの記憶があるとする。他方、ユダヤ教は中世からキリスト教徒によって儀式殺人やモロッホ崇拝、モレク崇拝などの嫌疑で攻撃されてきた。フロイトはこうしたキリスト教徒による反ユダヤ主義の嫌疑は、聖餐式を教義によって昇華させたキリスト教がユダヤ教から犠牲の観念を引き継ぎながら、ユダヤ教の儀礼の起源に対して嫌悪と憤激をもよおしていることが深層にあるとした。

## 動物名
- オーストラリアの砂漠地帯には「モロクトカゲ(英名："Thorny lizard"または"Thorny devil"、学名：Moloch horridus)」という名のトカゲが生息している。全身に棘の生えた異様な外見からの命名だが、全長は15cmほどの小型のトカゲで、性質はごくおとなしい。
- インドネシアに生息するテナガザルの一種、「ワウワウテナガザル」も学名はHylobates molochという[9]。
- 堅頭竜類パキケファロサウルス科に分類される恐竜に「スティギモロク（Stygimoloch）」という名前のものがある。“Stygimoloch”の名は、ギリシア神話のステュクス（Styx：冥界に流れる川の名）とモレクの名を合わせて作られた造語で、「地獄に住む悪魔」の意味である。発掘された化石の頭部が、大きく盛り上がっている上に角が多数生えている、という異形の形態[* 3]であったことから命名された。